# Hoplunnis pacifica
Hoplunnis pacifica is een straalvinnige vissensoort uit de familie van toveralen (Nettastomatidae). De wetenschappelijke naam van de soort is voor het eerst geldig gepubliceerd in 1968 door Lane & Stewart.